# Ivy Taylor
Ivy Taylor (née le 17 juin 1970 à Brooklyn) est une femme politique américaine, maire de San Antonio de 2014 à 2017. 
Elle est également présidente du Rust College à Holly Springs, Mississippi, de 2017 à 2023. Lors de son passage en politique, elle est élue sous une étiquette non partisane, bien qu'elle soit enregistrée comme démocrate. Elle est la première afro-américaine à être élue maire de San Antonio et seulement la deuxième femme à occuper ce poste. De plus, Taylor est la première femme afro-américaine à être maire d’une ville de plus d’un million d’habitants.

## Jeunesse et éducation
Ivy Ruth Taylor nait dans le quartier de Brooklyn, mais grandit dans le Queens. Elle fréquente l'école publique 95 (Eastwood) dans le quartier de Jamaica . Les parents de Taylor sont originaire de Wilmington. Sa mère est membre de l'Église pentecôtiste de la sainteté. Ses parents n'ont pas fréquenté l'université et divorcent quand elle est jeune.
Taylor obtient un baccalauréat en études américaines en 1992 de Yale. Par la suite, elle obtient une maîtrise en planification urbaine et régionale de l'université de Caroline du Nord à Chapel Hill et un doctorat en éducation de l'université de Pennsylvanie en 2020,,,. Taylor rejoint Delta Sigma Theta pendant ses études à Yale,. En 1997, en tant qu'étudiante diplômée, Taylor participe à un stage de dix semaines auprès de la San Antonio Affordable Housing Association, une coalition de groupes de logement abordable,.

## Carrière
En 1999, après avoir obtenu son diplôme, Taylor retourne à San Antonio et commence à travailler comme coordinatrice du développement communautaire municipal au sein du département du logement et du développement communautaire,,. Après six ans de travail à la ville, Taylor commence à travailler en août 2004 pour Merced Housing Texas, une agence de logement abordable. Elle siège également à la Commission d'urbanisme en tant que membre de la commission entre 2006 et 2008. Elle siège également au conseil d'administration de l'Urban Renewal Agency (San Antonio Development Agency) et de Haven for Hope. Elle siège au conseil d'administration du Martinez Street Women's Center. Elle devient présidente du Rust College le 1er juin 2020. Taylor quitte le Rust College le 6 mai 2023.
Taylor est élue au conseil municipal de San Antonio en 2009 pour représenter le district 2 à l'est de la ville, et est réélue en 2011 et 2013,. Taylor est nommée maire par le conseil municipal de San Antonio pour assurer l'intérim après le départ de Julian Castro pour occuper le poste de secrétaire américain au Logement et au Développement urbain pendant la présidence de Barack Obama. Castro a été nommé en mai 2014 et doit donc quitter son poste de maire. La charte de la ville de San Antonio exige qu'en cas de poste vacant, le maire remplaçant soit élu par et parmi les dix autres membres du conseil avec une majorité de six voix. Le 22 juillet 2014, les membres du conseil municipal de San Antonio organisent une élection spéciale pour pourvoir le poste vacant. Après que Taylor et son collègue conseiller Ray Lopez eurent divisés le vote 5-3 en faveur de Taylor, Lopez se retire de la compétition et Taylor a été élue avec un vote de 9-0. Une fois Taylor élue, Castro a immédiatement démissionné de son poste de maire.
Taylor déclare initialement  qu'elle ne se présenterait pas à la mairie à l'expiration de son mandat intérimaire en 2015,,. Cependant, elle déclare sa candidature à sa réélection le 16 février 2015. Lors de l' élection du maire de San Antonio qui s'est tenue le 9 mai 2015, aucun candidat n'a obtenu la majorité des voix. Un second tour a eu lieu le 13 juin entre Taylor et sa rivale restante, Leticia Van de Putte, une démocrate libérale, ancienne membre du Sénat du Texas et de la Chambre des représentants du Texas. Bien que Van de Putte ait mené de justesse au premier tour de scrutin, Taylor remporte la victoire avec 51,7 % des suffrages. Elle conserve ainsi son poste de maire pour un mandat complet de deux ans,.
Le 13 novembre 2016, Taylor annonce officiellement son intention de se présenter pour un deuxième mandat complet en tant que maire. Les élections ont eu lieu le 6 mai 2017,. Elle s'est qualifiée pour un second tour le 10 juin 2017, où elle a été battue par le conseiller municipal Ron Nirenberg.

## Positions politiques
En 2013, alors qu'il siège au conseil municipal, Taylor vote contre une ordonnance de non-discrimination approuvée par le conseil qui étendrait la politique de non-discrimination alors en vigueur dans la ville pour interdire la discrimination fondée sur l'orientation sexuelle, l'identité de genre et le statut d'ancien combattant. Lors de sa prise de fonction en tant que maire en 2014, Taylor développée et créée le Bureau de la diversité et de l'inclusion de la ville pour traiter les plaintes en vertu des réglementations de non-discrimination de la ville et pour faciliter la résolution de ces conflits. Elle contribue également à supprimer le projet de tramway pour le centre-ville de San Antonio, auquel de nombreux conservateurs fiscaux s'étaient opposés.
Bien qu'elle se considère comme une politicienne indépendante, Taylor est une démocrate enregistrée parce qu'elle vote aux primaires du parti. Taylor se décrit comme étant à la fois « conservatrice sur le plan financier et conservateur sur le plan social ». Le sénateur John Cornyn l'a accompagnée au défilé du Martin Luther King Day de 2016 à San Antonio et l'a encouragée à rejoindre le parti républicain dans l'espoir qu'elle soit une candidate future au poste de gouverneur du Texas.

## Récompenses
Taylor a reçu le prix Rising Star « 40 under 40 » par le San Antonio Business Journal en 2004.

## Vie personnelle
Taylor a une fille. Lorsque sa famille vivait à San Antonio, son mari exploitait une entreprise de cautionnement et les Taylor vivaient dans le quartier de Dignowity Hill, à l'est de la ville,.
Entre 2009 et 2020, Taylor est professeur invité au College of Public Policy de l'université du Texas à San Antonio.
En février 2024, il annonce qu'elle avait accepté un poste de conseillère principale auprès du système des universités de Caroline du Nord . Cela comprend notamment un rôle de professeur de pratique à l’École de gouvernement de l’UNC Chapel Hill .